# Třída Olympic
Třída Olympic čítala tři zaoceánské parníky vybudované v loděnicích Harland & Wolff pro White Star Line na počátku 20. století. Přestože byly ve své době největší a nejluxusnější a jedny z nejbezpečnějších plavidel, dva z nich byly brzy ztraceny: Titanic se 15. dubna 1912 potopil po srážce s ledovcem na své první plavbě a Britannic ve válce, když 21. listopadu 1916 najel na minu. Olympic, nejstarší z lodí, sloužil dlouhou a úspěšnou kariéru až do roku 1935, kdy byl sešrotován.

## Vznik
Lodě třídy Olympic byly vybudovány, aby konkurovaly největším lodím rejdařství Cunard Lusitanii a Mauretanii ve velikosti a luxusu. Měly se jmenovat podle pojmů z řecké mytologie (viz Olympos, Titáni a Giganti) Olympic, Titanic a Gigantic. Nejdřív byly stavěny bok po boku Olympic a Titanic, po nich následoval Gigantic, ale po katastrofě Titaniku byl raději přejmenován na jméno Britannic, které společnost White Star Line vždy považovala za šťastné.

## Neštěstí

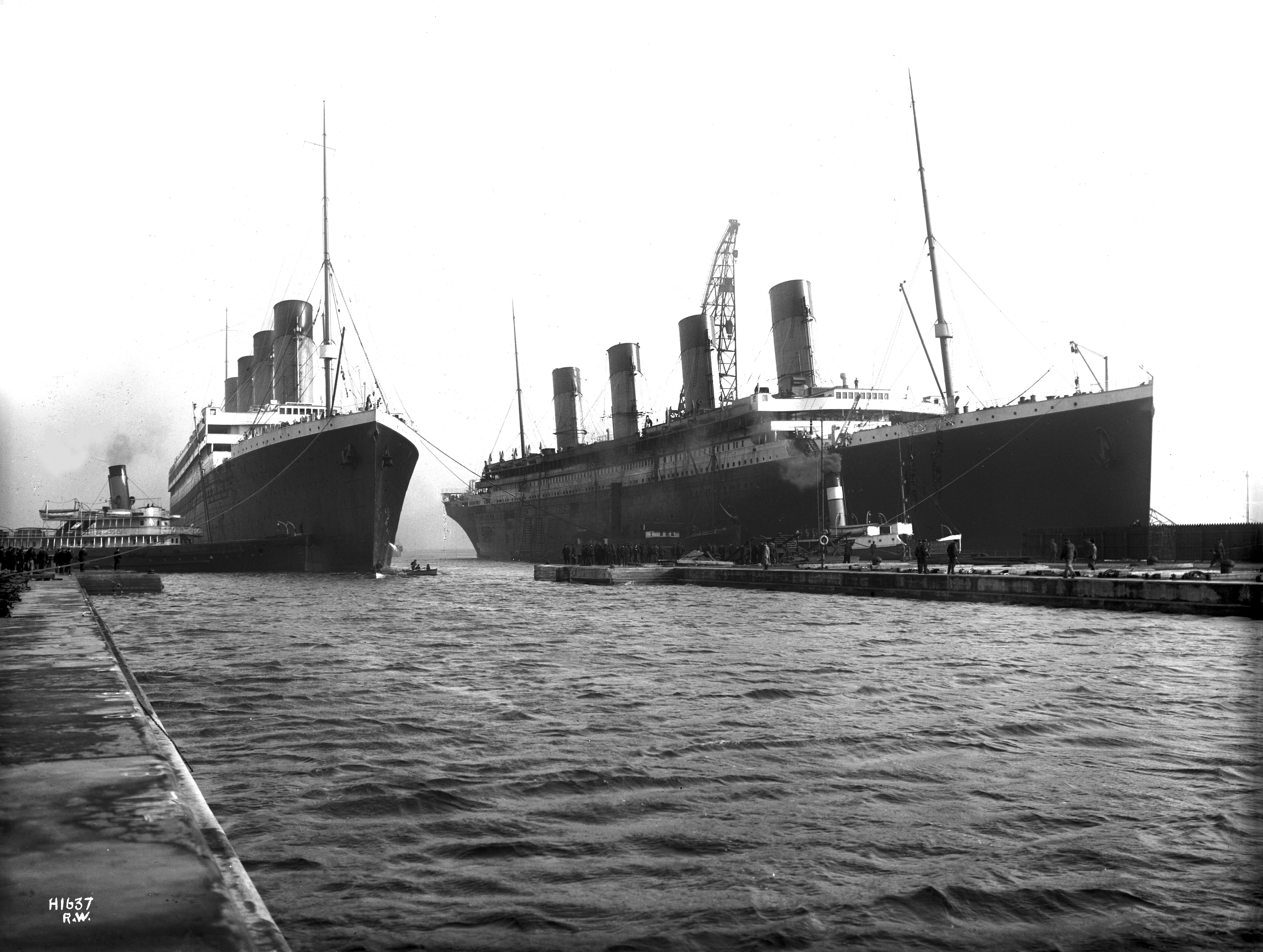
6 březen 1912: Titanic (vpravo) musel být odtažen z doků kvůli Olympiku, který ztratil šroub, jenž musel být nahrazen

| Jméno lodě     | Ztráty na životech před dokončením | Ztráty na životech po dokončení |
| -------------- | ---------------------------------- | --- |
| RMS Olympic    | 6                                  | asi 4 - pasažér první třídy prohrál příliš mnoho peněz v hazardu, což mělo za následek selhání srdce; pasažér třetí třídy se přejedl k smrti výtečným jídlem, které se na Olympicu podávalo; vězeň, který byl eskortován do Anglie, nejspíš skočil přes palubu; cestující spáchal sebevraždu (skočil přes palubu) |
| RMS Titanic    | 8                                  | 1 517 po potopení |
| HMHS Britannic | Neznámo                            | 30 při potápění |